# La Pegatina
La Pegatina is een Catalaanse ska- en rumbaband. De band startte in 2003 toen Rubén Sierra, die voorheen als soloartiest had gewerkt, een project begon met Adrià Salas en Ovidi Diaz. Dit project werd Pegatina Sound System genoemd.

## Bekendheid
De platenmaatschappijen bleken aanvankelijk niet erg geïnteresseerd in het project, dus besloten de bandleden hun muziek in eerste instantie gratis via het internet te verspreiden. Het aantal downloads was enorm en de band was direct zeer succesvol in Spanje. In 2007 traden er drie nieuwe bandleden toe tot de band: Ferran Ibañez op bas, Romain Renard op accordeon en Axel Magnani op trompet. 
Nadat ook de radio interesse begon te tonen werd er in 2009 wel met behulp van een platenmaatschappij een CD uitgebracht (Via Mandarina, Kasba Music). De band ging in 2010 op Europese tour en deed onder meer Nederland (Lowlandsfestival), Oostenrijk, Liechtenstein, Frankrijk, Italië en Canada aan. In 2011 stond de band op het Parkpopfestival.
Eind 2011 deed de band ook een tour in China met Hanggai uit Beijing, Zij stonden onder meer in Beijing, Shanghai en Hangzou. In 2012 speelde de band weer op Lowlands. In 2013 opende La Pegatina de zaterdag van Pinkpop 2013 en speelden ze op Paaspop Schijndel, het bevrijdingsfestival in Zwolle en op Bruis Maastricht. 

## Bandleden
- Rubén Sierra "Pegatina": zang en gitaar
- Adrià Salas: zang en gitaar
- Ovidi Díaz "Movidito": cajon, percussie
- Ferran Ibáñez: bas en contrabas
- Axel Magnani: trompet
- Romain Renard: accordeon en gitaar
- Sergi López: drums

## Discografie
- BSO Cortocircuit 2004. Program Music S.L., 2004
- A per loca. Komunikando.net, 2006
- Mariatchi Boogie Bar Mariatchi, 2006
- 3° Busker's Festival. lacasamarilla.org, 2007
- Al Carrer!. Autoproduït, 2007
- EsperanSaharaui. Peluquería Musical, 2007
- Neocalorrismo X Fiesta. Vol I. K Industria, 2007
- 4º Busker's Festival, lacasamarilla.org, 2008
- Radiochango - Añejo Reserva 7 Años Radiochango, 2008
- Shut Down G8 2008. A-Music, Recopilatori japonés, 2008
- Via Mandarina. Kasba Music, 2009
- Xapomelön. Kasba Music, 2011
- Eureka!. Kasba Music, 2013
- Revulsiu. Warner Music Spain, 2015